# Robotnicy ’71: nic o nas bez nas
Robotnicy '71: Nic o nas bez nas (polonès: Treballadors '71: Res sobre nosaltres sense nosaltres) és un documental de televisió de 1972 codirigit per Krzysztof Kieślowski, Tomasz Zygadło, Wojciech Wiszniewski, Paweł Kędzierski i Tadeusz Walendowski. Va ser un intent de retratar l'estat d'ànim de la classe treballadora després de les vagues massives de 1970 a Polònia mostrant els treballadors de les drassanes de Gdańsk a la fàbrica i la seva relació amb la gestió. Kieślowski la va considerar la seva pel·lícula més política.
La pel·lícula s'organitza en segments: "Matí", "La divisió del treball", "Reunió massiva", "Mans", "Caps", etc. Presenta els miners, els siderúrgics i els treballadors tèxtils que expressen les seves preocupacions sobre els salaris, les quotes i els abusos del sistema als seus representants sindicals, i segueix un congrés industrial que tria delegats per a una futura convenció del Partit Obrer Unificat Polonès. Utilitza tècniques de documental observacional i renuncia a la narrativa a més dels títols dels segments. Amb aquest plantejament van aconseguir mostrar un activista falsificant puntuacions després de les eleccions al Consell Obrer i els obrers revoltats contra l'engany electoral.
La pel·lícula va ser produïda pel WFD. La producció va ser ordenada originalment pels funcionaris de la nova administració política d'Edward Gierek per demostrar la "preocupació dels treballadors pel futur del país" i el "suport públic a l'activitat del partit". Al final va ser molt censurat a causa del llenguatge polític obertament crític dels treballadors i només es va mostrar a la televisió en una reedició ideològicament adequada sota un títol alternatiu "Gospodarze" sense crèdits, en contra de la voluntat dels cineastes. Dos rodets d'àudio no utilitzats i especialment arriscats van ser confiscats per la policia mentre s'estava muntant la pel·lícula i Kieślowski va ser acusat d'intentar treure'ls de contraban fora de Polònia per vendre'ls a Radio Free Europe. Kieślowski atribueix la censura de la pel·lícula i l'ordre del muntatge com la raó per la qual va passar a fer cinema de ficció.
Més tard es va fer referència al títol per al documental Robotnicy '80 d'Andrzej Chodakowski i Andrzej Zajączkowski sobre els treballadors que s'organitzaven a la Vaga de les drassanes de Gdansk.